# Karl Schoy
Karl Schoy (se encuentra también como: Carl Schoy (7 de abril de 1877, Bittelschieß - † 6 de diciembre de 1925, Fráncfort del Meno) fue un investigador y autor de la gnomónica y su historia, así como astronomía concretamente se especializó en los musulmanes. Realizó varias investigaciones en el terreno de los relojes de sol, aplicando los métodos más conocidos en su época de la geometría analítica.

## Obra
- Arabische Gnomonik 1913
- Die trigonometrischen Lehren des persischen Astronomen Abu´l Raihan Muhammad ibn Ahmad al -Biruni, dargestellt nach Qanun al-Mas´udi, 1927
- Beiträge zur arabisch-islamischen Mathematik und Astronomie, 2 Bände, Fráncfort del Meno, Institut für Geschichte der islamischen Wissenschaften 1988 (Sammlung seiner Aufsätze)
- Beiträge zur arabischen Trigonometrie, Isis 5, 1923, p. 364-399

## Literatura
- E. Anding: Anzeige des Todes von Karl Schoy. En: Astronomische Nachrichten. Ausgabe 227 mayo 1926. p. 61
- Josef Mühlebach: Karl Schoy zum Gedenken. En: Hohenzollerische Heimat 5, 1955. p. 8–9
- Julius Ruska: Carl Schoy (geb. den 7. April 1877, gest. den 6. Dezember 1925). En: ISIS. International Review devoted to the History of Science and Civilization. Quarterly Organ of the History of Science Society. 9.ª ed. 1927. p. 83–95
- Xaver Schilling: Philologe, Geograph und Astronom (Karl Schoy). En: Hohenzollerische Heimat 10, 1960. p. 35f.
- Heinrich Wieleitner: Karl Schoy. En: Jahresbericht der Deutschen Mathematiker-Vereinigung 36, 1927, p. 163–167, sowie Isis, v. 9, 1927, p. 83–95
- David Eugene Smith The early contributions of Carl Schoy, American Mathematical Monthly 33, 1926, p. 28–31
- Joseph W. Dauben, Christoph J. Scriba (Hrsg.): Writing the history of mathematics. Its historical development. Birkhäuser, Basel u. a. 2002, ISBN 3-7643-6167-0, (Science networks 27).